# Otar Tsjiladze

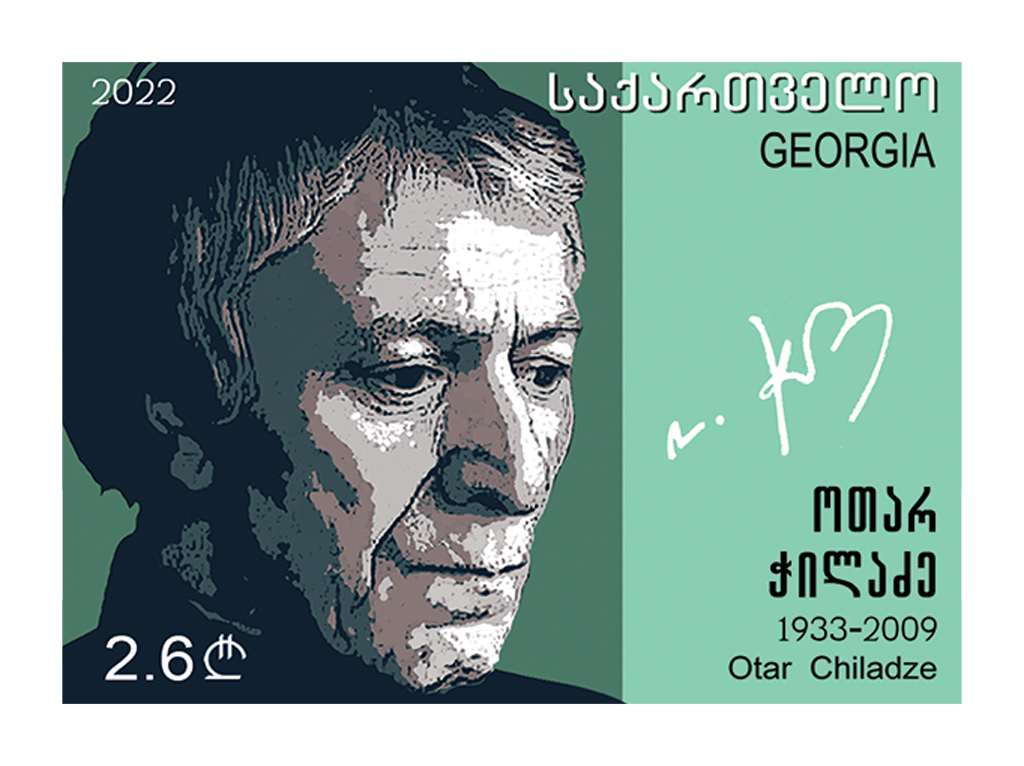
Otar Tsjiladze

Otar Tsjiladze (Georgisch: ოთარ ჭილაძე) (Signagi, 20 maart 1933 - Tbilisi, 1 oktober 2009) was een Georgisch schrijver, dichter en dramaturg. Hij geldt als een van de klassiekers van de Georgische literatuur uit de tweede helft van de 20e eeuw.

## Werken

### Poëzie
- Sporen en Reizigers, 1959
- Het IJsbed, 1965
- Het Jaar van het Licht, 1967
- Het Kind speelde naar Wens van de Gasten, 1968
- Negen Gedichten, 1969
- De andere kant van het Hart, 1974
- Denk aan het Leven, 1984

### Romans
- Een Man ging weg, 1973
- Iedereen, die mij vindt..., 1976
- Het ijzeren Theater, 1981
- De Maarthaan, 1987

### Drama
- Het Labyrint, 1990

- Bibsys: 90063555
- Biblioteca Nacional de España: XX1723343
- Bibliothèque nationale de France: cb124270278 (data)
- CiNii: DA08483677
- Gemeinsame Normdatei: 119159465
- International Standard Name Identifier: 0000 0000 8411 1381
- Library of Congress Control Number: n88631693
- Nationale Bibliotheek van Tsjechië: ola2002159077
- Nationale Bibliotheek van Israël: 987009461555805171
- Nederlandse Thesaurus van Auteursnamen: 185819699
- Réseau des bibliothèques de Suisse occidentale: 02-A027620648
- SNAC: w6d05kxk
- Système universitaire de documentation: 033401144
- Virtual International Authority File: 113911795
- WorldCat: E39PBJjdhGcjQtcGKHhCDhbGHC